# Lie Again
Lie Again è un singolo del cantante statunitense Giveon, pubblicato nel 2022 ed estratto dal suo primo album in studio Give or Take.

## Tracce
- Download digitale

1. Lie Again – 3:07

## Video
Il videoclip della canzone è stato diretto da Adrian Martinez e girato a Los Angeles.